# Franz Zinner

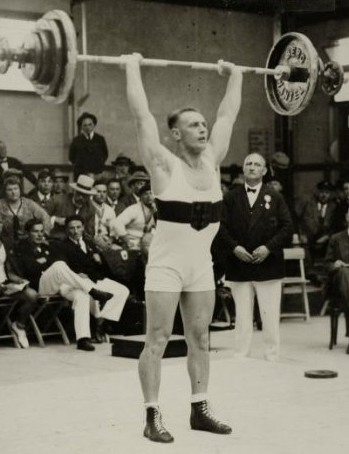
Franz Zinner

Franz Zinner (* 19. Juli 1902 in Würzburg; † 16. Dezember 1979 ebenda) war ein deutscher Gewichtheber.

## Werdegang
Franz Zinner wuchs in Würzburg auf und war Mitglied der TG Würzburg. Als Junge schwamm er gerne und begann als Jugendlicher mit dem Gewichtheben. 1924 wurde er erstmals deutscher Meister im Mittelgewicht. Da Deutschland 1924 von der Teilnahme an den Olympischen Spielen noch ausgeschlossen war und von 1925 bis 1927 keine internationale Meisterschaften stattfanden, konnte er sich erst bei den Olympischen Spielen 1928 mit der Weltelite messen. Bis 1930 startete er dann noch mit guten Erfolgen bei nationalen und internationalen Wettkämpfen. Seine Spezialdisziplin war das beidarmige Reißen, in der er mehrere Weltrekorde aufstellte.

### Internationale Erfolge
(OS = Olympische Spiele, EM = Europameisterschaft, Mi = Mittelgewicht, HS = Halbschwergewicht, OD = olympischer Dreikampf, bestehend aus beidarmigem Drücken, Reißen und Stoßen, FK = Fünfkampf, bestehend aus OD + einarmigem Reißen und einarmigem Stoßen)
- 1928, 4. Platz, OS in Amsterdam, OD, Mi, mit 322,5 kg, hinter Roger François, Frankreich, 335 kg, Carlo Galimberti, Italien, 332,5 kg und August Scheffer, Niederlande, 327,5 kg;
- 1930, 7. Platz, EM in München, OD, HS, mit 327,5 kg, Sieger: Louis Hostin, Frankreich, 350 kg, vor Jakob Vogt, Deutschland, 340 kg

### Deutsche Meisterschaften
- 1924, 1. Platz, FK, Mi, mit 445 kg, vor Ruttmann, Nürnberg, 445 kg und Neukirchen, Essen, 420 kg;
- 1925, 1. Platz, FK, Mi, mit 460 kg, vor Hammon, Nürnberg, 450 kg und Bräutigam, Arnstadt, 417,5 kg;
- 1926, 1. Platz, FK, Mi, mit 480 kg, vor Treifug, Wien, 462,5 kg und Walter Mang, Hamburg, 442,5 kg;
- 1927, 1. Platz, OD, Mi, mit 310 kg, vor Willi Hoffmann, Magdeburg, 305 kg und August Lang, Köln, 297,5 kg;
- 1928, 1. Platz, OD, Mi, mit 322,5 kg, vor Mang, 317,5 kg und Hoffmann, 305 kg

### Weltrekorde
(alle im Mittelgewicht aufgestellt)
im beidarmigen Reißen:
- 99,5 kg, 1923 in Schweinfurt,
- 100 kg, 1924 in Mannheim,
- 103 kg, 1925 in Zirndorf,
- 107 kg, 1928 in Schweinfurt

im beidarmigen Stoßen:
- 133 kg, 1927 in Würzburg

im olympischen Dreikampf:
- 300 kg, 1923 in Würzburg